# Moreno Živković
Pour les articles homonymes, voir Živković.
Moreno Živković, né le 22 mai 2004 à Zagreb en Croatie, est un footballeur croate qui évolue au poste de défenseur central au Dinamo Zagreb.

## Biographie

### En club
Né à Zagreb en Croatie, Moreno Živković commence le football à l'âge de cinq ans. Il est formé par le Dinamo Zagreb qu'il rejoint en 2011 et où il progresse dans toutes les équipes de jeunes jusqu'à l'équipe première. Le 22 février 2023, il signe son premier contrat professionnel, le liant avec son club formateur jusqu'en juin 2026,.
En avril 2023, Živković est convoqué pour la première fois avec l'équipe première, par l'entraîneur Igor Bišćan.
Il joue son premier match en première division, le 15 avril 2023 contre le NK Slaven Belupo. Il entre en jeu à la place de Dino Perić et son équipe s'impose par quatre buts à zéro,.
Il devient Champion de Croatie en 2023, le club étant sacré pour la 24e fois de son histoire,.
Živković remporte une deuxième fois le championnat de Croatie en 2024, le club étant sacré pour la 25e fois de son histoire,.

### En sélection
Moreno Živković représente l'équipe de Croatie des moins de 18 ans. Il joue deux matchs avec cette sélection en 2021.

## Vie privée
Moreno Živković est le fils de l'ancien international croate Boris Živković.

## Palmarès
Dinamo Zagreb
- Championnat de Croatie (2) :
  - Champion : 2022-2023 et 2023-2024.